# Demirli (İhsaniye)
Demirli is een dorp in het Turkse district İhsaniye en telt 203 inwoners (2000).
Centrale districtsplaats (İlçe Merkezi): İhsaniye
Gemeenten (Beldeler): Ayazini · Bozhüyük · Döğer · Gazlıgöl · Gazlıgölakören · Karacaahmet · Kayıhan · Yaylabağı
Dorpen (Köyler):
Ablak · Aşağıtandır · Basırlar · Bayramaliler · Beyköy · Cumalı · Demirli · Eskieymir · Eynehankuzviran · Hacıbeyli · İğdemir · Kadımürsel · Kıyır · Muratlar · Oğulbeyli · Orhanlı · Osmanköy · Sarıcaova · Susuzosmaniye · Üçlerkayası · Yenice · Yiğitpınarı · Yukarıtandır